# Heliocidaris
Heliocidaris L. Agassiz & Desor, 1846 è un genere di ricci di mare appartenenti alla famiglia Echinometridae.

## Descrizione
Queste specie sono caratterizzate dalle spine che hanno una lunghezza pari circa alla metà del diametro del corpo, che ha la forma di una piccola cupola.

## Distribuzione
Sono stati localizzati in Giappone, Cina, Nuova Zelanda e Australia.

## Tassonomia
In questo genere sono riconosciute 6 specie:
- Heliocidaris australiae  (A. Agassiz, 1872)
- Heliocidaris bajulus (Dartnall, 1972)
- Heliocidaris crassispina (A. Agassiz, 1863)
- Heliocidaris erythrogramma (Valenciennes, 1846)
- Heliocidaris robertsi (Lindley, 2004)
- Heliocidaris tuberculata (Lamarck, 1816)